# Wolfgang Reinhard
Wolfgang Karl Wilhelm Reinhard (Pforzheim, 10 aprile 1937) è uno storico tedesco. Ha ricoperto cattedre presso l'Università di Augusta e l'Albert-Ludwigs-Universität. I suoi interessi di ricerca riguardano la storia del papato e del mecenatismo nella prima età moderna, l'espansione europea e la storia del potere statale.

## Biografia
Wolfgang Reinhard è nato a Pforzheim il 10 aprile 1937. Dopo essersi diplomato al Bertholdgymnasium di Friburgo in Brisgovia nel marzo 1956, Reinhard studiò storia, inglese e geografia all'Albert-Ludwigs-Universität di Friburgo e all'Università Ruprecht Karl di Heidelberg. Nel dicembre 1963 conseguì il dottorato a Friburgo con una tesi sulla riforma della diocesi di Carpentras sotto i vescovi Jacopo Sadoleto, Paolo Sadoleto, Jacopo Sacrati e Francesco Sadoleto tra il 1517 e il 1596.
Nel 1977 Reinhard divenne professore di storia moderna ed extraeuropea presso l'Università di Augusta. Nel 1985/1986 fu professore invitato alla Emory University di Atlanta e dal 1990 fino al suo pensionamento nel 2002 professore ordinario di storia moderna a Friburgo in Brisgovia.

## Opere
- Die Reform in der Diözese Carpentras unter den Bischöfen Jacopo Sadoleto, Paolo Sadoleto, Jacopo Sacrati und Francesco Sadoleto 1517–1596 (= Reformationsgeschichtliche Studien und Texte. Band 94). Aschendorff, Münster 1966 (Zugl.: Freiburg (Breisgau), Univ., Diss., 1963).
- Familie und Klientel. Untersuchungen zur gesellschaftlichen Struktur und Dynamik des Papsttums und der politischen Sozialgeschichte der frühen Neuzeit. 2 voll. (Freiburg (Breisgau), Univ., Habil.-Schr., 1973).
- Papstfinanz und Nepotismus unter Paul V. (1605–1621). Studien und Quellen zur Struktur und zu quantitativen Aspekten des päpstlichen Herrschaftssystems (= Päpste und Papsttum. Band 6). 2 voll. Hiersemann, Stuttgart 1974, vol. 1, ISBN 3-7772-7419-4 e vol. 2, ISBN 3-7772-7426-7.
- Geschichte der europäischen Expansion. 4 voll. Kohlhammer, Stuttgart 1983–1990.
- Kleine Geschichte des Kolonialismus. 2., vollständig überarbeitete und erweiterte Auflage. Kröner, Stuttgart 2008, ISBN 978-3-520-47502-2.
- Geschichte der Staatsgewalt. Eine vergleichende Verfassungsgeschichte Europas von den Anfängen bis zur Gegenwart. Beck, München 1999, ISBN 3-406-45310-4.
- Lebensformen Europas. Eine historische Kulturanthropologie. Beck, München 2004, ISBN 3-406-51760-9.
- Glaube und Macht. Kirche und Politik im Zeitalter der Konfessionalisierung. Herder, Freiburg im Breisgau 2004, ISBN 3-451-05458-2.
- Unsere Lügengesellschaft. Warum wir nicht bei der Wahrheit bleiben. Murmann, Hamburg 2006, ISBN 3-938017-47-3.
- Geschichte des modernen Staates. Von den Anfängen bis zur Gegenwart (= Beck’sche Reihe. Band 2423, C. H. Beck Wissen). Beck, München 2007, ISBN 978-3-406-53623-6.
- Paul V. Borghese (1605–1621). Mikropolitische Papstgeschichte (= Päpste und Papsttum. Band 37). Hiersemann, Stuttgart 2009, ISBN 978-3-7772-0901-2.
- Die Nase der Kleopatra. Ein Spaziergang durch die Weltgeschichte. Herder, Freiburg im Breisgau 2011, ISBN 978-3-451-30294-7.
- Die Unterwerfung der Welt. Globalgeschichte der europäischen Expansion 1415–2015. Beck, München 2016, ISBN 978-3-406-68718-1.
- Staatsmacht und Staatskredit. Kulturelle Tradition und politische Moderne. Winter, Heidelberg 2017, ISBN 978-3-8253-6712-1.

| Controllo di autorità | VIAF (EN) 17238312 · ISNI (EN) 0000 0001 0874 5320 · BAV 495/117807 · LCCN (EN) n80155893 · GND (DE) 119496615 · BNE (ES) XX829321 (data) · BNF (FR) cb12030682w (data) · J9U (EN, HE) 987007279834505171 · NSK (HR) 000184062 · CONOR.SI (SL) 129584483 |